# Peștera Moanei
Peștera Moanei este situată în versantul drept al Văii Luncilor din bazinul mijlociu al Văii Mișidului.

## Istoric
Peștera Moanei fost cunoscută și cercetată, pînă la prima strîmtoare, încă din primele decenii ale secolului XX. În anul 1961, ea a fost explorată și cartată, pînă la a doua strîmtoare, de către I. Viehmann, T. Rusu și Maria Alb, planul său fiind publicat, sub semnătura lui I. Viehmann, în lucrarea Peșteri din România. În anul 1975, T. Rusu stabilește originea apelor din peșteră și, împreună cu I. Viehmann și Maria Alb, întreprind o ridicare topografică a zonei carstice dintre Ponorul Văii Macră — Valea Luncilor și se cartează Peștera lui Cotuna, care face parte din același sistem carstic. În anul 1977, membrii Clubului Speologic „Z" din Oradea au forțat înaintarea .și, trecînd de a doua strîmtoare, au descoperit și cartat noi galerii subterane ridicînd lungimea peșterii la 1.170 m.
În 1980, D. Borodan, de la C.S. „Z" Oradea, a descoperit, pe o prispă aflată în peretele stîng la 70 m de la intrare și la o înălțime de 9 m, patru vase de tipul garafelor-amforă (două mari, din care una întreagă de 60 cm înălțime, și două mici), aparținînd culturii de Coțofeni (2.000 ani î.e.n.). În prezent, acestea se află la Muzeul Țării Crișurilor din Oradea. Cu aceeași ocazie s-a explorat, dincolo de acea prispă, o galerie superioară de 62 m lungime ceea ce face ca, în prezent, peștera Moanei să aibă o lungime totală de 1.232 m.

## Descriere
Peștera Moanei reprezintă cel de al doilea nivel, tempo-rar-activ, al sistemului carstic generat de apele din Valea Macră. Ea este formată dintr-o galerie ce răzbate la suprafață prin două intrări, suspendate cu 20 m și, respectiv, 23 m deasupra albiei Văii Luncilor. După unirea acestora se desfășoară un cavernament destul de spațios (120 m X 5—10 m X 12—15 m), lipsit de formațiuni stalagmitice, dezvoltat în lungul unei diaclaze foarte evidente. Curând după joncțiunea celor două intrări se găsește o treaptă pozitivă, formată dintr-o crustă stalagmitică, peste care se revarsă apele, la viituri, din perete în perete. După 120 m de la intrare, galeria lasă impresia că se termină cu un sifon, deasupra căruia se dezvoltă o scurgere parietală. În realitate, ea continuă cu o galerie aproape orizontală, cu desfășurare meandrată, în tavanul căreia se înscriu numeroase cupole de coroziune iar în podea se dezvoltă o succesiune de gururi adânci, pline cu apă stagnantă în perioadele de secetă sau traversate de un puternic curs de apă în perioadele de viitură. Amonte de acest tronson, peștera se înalță până la 10 m și prezintă câteva plaje de nisip, cascade, lacuri subterane și un sifon, ușor de depășit prin intermediul unei galerii superioare. În continuare, se ajunge într-o zonă cu prăbușiri și câteva ramificații concreționate, după care urmează o cascadă de 3 m dincolo de care se desfășoară o galerie ascendentă ce lasă impresia, din nou, că peștera se înfundă cu depozite aluvionare.
Sectorul dinspre amonte al peșterii se desfășoară aproximativ rectiliniu, pe direcția de la nord-vest spre sud-est, și prezintă mai multe strâmtori, câteva cascade și sifoane ce pot fi depășite prin scurte galerii superioare. La circa 490 m de la intrare se ajunge la prima bifurcație mai importantă din tot traseul parcurs până aici: direct înainte se dezvoltă o galerie destul de îngustă ce se termină, după 117 m, cu un spațiu ceva mai larg ce se închide cu prăbușiri și depozite de colmatare, iar pe dreapta se desfășoară o galerie din ce în ce mai largă, de 141 m lungime, ce pătrunde într-o sală de mari dimensiuni (50 x 20 x 20 m), bogat concreționată, închisă cu dărîmături și depozite de colmatare.
Peștera Moanei, care face parte dintr-un sistem carstic bine definit, a fost săpată de apele ce se pierd prin Ponorul Văii Macră și, probabil, de cele captate în subteran prin Ponorul de sub Stanul Ciuții.